# Ектор (округ, Техас)
Шаблон:StateAbbr_ 31°52′ пн. ш. 102°32′ зх. д. / 31.87° пн. ш. 102.54° зх. д.
Округ Ектор (англ. Ector County) — округ (графство) у штаті Техас, США. Ідентифікатор округу 48135.

## Історія
Округ утворений 1891 року.

## Демографія
За даними перепису 2000 року загальне населення округу становило 121123 осіб, зокрема міського населення було 109859, а сільського — 11264. Серед мешканців округу чоловіків було 58914, а жінок — 62209. В окрузі було 43846 домогосподарств, 31716 родин, які мешкали в 49500 будинках. Середній розмір родини становив 3,25.
Віковий розподіл населення поданий у таблиці:
| Стать    | До 15 років | 15-21 | 22-29 | 30-39 | 40-49 | 50-65 | 65-85 | Понад 85 |
| -------- | ----------- | ----- | ----- | ----- | ----- | ----- | ----- | -------- |
| Чоловіки | 15381       | 7263  | 6158  | 8016  | 8747  | 7906  | 5068  | 375      |
| Жінки    | 14824       | 7109  | 6663  | 8523  | 8978  | 8317  | 6901  | 894      |

## Суміжні округи
- Ендрюс — північ
- Мідленд — схід
- Аптон — південний схід
- Крейн — південь
- Ворд — південний захід
- Вінклер — захід

## Виноски
1. ↑  U.S. Decennial Census. United States Census Bureau. Архів оригіналу за 26 квітня 2015. Процитовано 26 квітня 2015.
2. ↑  Texas Almanac: Population History of Counties from 1850–2010 (PDF). Texas Almanac. Архів оригіналу (PDF) за 19 квітня 2015. Процитовано 26 квітня 2015.
3. ↑  Ector County Profile. Архів оригіналу за 18 вересня 2015. Процитовано 21 січня 2017.(англ.) Наведено за англійською вікіпедією.
4. ↑  American FactFinder. Бюро перепису населення США. Архів оригіналу за 21 травня 2008. Процитовано 31 січня 2008.

| США | Це незавершена стаття з географії США. Ви можете допомогти проєкту, виправивши або дописавши її. |